# О
О je cirilska črka, ki se je razvila iz grške črke Ο. Izgovarja s kot o in se tako tudi prečrkuje v latinico.
Tradicionalno ime te črke je on (онъ, он), v novejšem času pa se bolj uporablja kratko ime o.
| tiskano | pisano |
| ------- | ------ |
| О о     | О о    |

Zanimivost: V starejši cirilici so poleg običajne črke О uporabljali tudi črko Ѻ (»široki o«) in črko Ѡ, ki se je razvila iz grške črke Ω.